# David Servan-Schreiber
David Servan-Schreiber (21 de abril de 1961 - 24 de julio de 2011) fue un médico, neurocientífico y escritor francés. Fue profesor de psiquiatría clínica en la Escuela de Medicina de la Universidad de Pittsburgh. También fue profesor universitario en la Facultad de Medicina de la Universidad Claude Bernard Lyon 1. 

## Vida y carrera
Servan-Schreiber nació en Neuilly-sur-Seine, Altos del Sena. Fue cofundador y luego director del Centro para Medicina Integrativa del Centro Médico de la Universidad de Pittsburgh. Siguiendo su actividad voluntaria como médico en Irak en 1991, fue uno de los fundadores de la delegación norteamericana de Médicos Sin Fronteras, organización internacional premiada con el Nobel de la Paz en 1999. También sirvió como voluntario en Guatemala, Kurdistán, Tayikistán, India, y Kósovo. Fue también miembro fundador del Environmental Health Trust  y un líder en los esfuerzos para promover el uso seguro del teléfono móvil  (enlace roto disponible en Internet Archive; véase el historial, la primera versión y la última).
En 2002 fue galardonado con el Premio Presidencial de la Sociedad Psiquiátrica de Pensilvania de Destacada Trayectoria en Psiquiatría (Pennsylvania Psychiatric Society Presidential Award for Outstanding Career in Psychiatry). Es el autor de Healing Without Freud or Prozac (traducido a 29 idiomas, 1,3 millones de copias vendidas), y Anticancer: A New Way of Life (traducido a 35 idiomas, best-seller del New York Times, un millón de ejemplares impresos) en el que revela su propio diagnóstico de un tumor cerebral maligno a los 31 años de edad y el programa de tratamiento que se aplicó para ayudarse a sí mismo más allá de la cirugía, quimioterapia y radioterapia.
También fue columnista habitual de la revista Ode y de otras publicaciones.

## Madurez y muerte
Habiendo sido tratado dos veces de un tumor cerebral maligno, Servan-Schreiber se convirtió en una figura líder en su compromiso hacia planteamientos integradores en la prevención y tratamiento del cáncer. Popularizó su conocimiento a través de seminarios, conferencias, libros, audiolibros y un blog. Murió del tumor cerebral en Fécamp, el 24 de julio de 2011, después de casi 20 años de lucha contra un cáncer considerado terminal en el momento de su diagnóstico.
David Servan-Schreiber fue el primogénito del periodista, ensayista y político Jean-Jacques Servan-Schreiber.